# Палець (техніка)
Па́лець — деталь машини або механізму, циліндричної форми довжиною від одного до декількох діаметрів, що використовується для сполучення деталей із забезпеченням заданих взаємного розміщення або рухомості. При складанні вузлів несучі деталі, складальні одиниці встановлюються на пальцях шарнірно або нерухомо, спираються на один кінець чи обидва кінці.
Штифти багато у чому нагадують конструктивно пальці. На відміну від пальця, функція штифта зводиться до взаємної фіксації двох або більше деталей, тоді як палець забезпечує безпосередньо задану точність розміщення з'єднаних деталей.

## Види пальців
За призначенням пальці служать для забезпечення:
- рухомих (шарнірних, кулісних) з'єднань;
- нерухомих з'єднань.

За видом рухливості пальці рухомих з'єднань бувають:
- пальці циліндричних шарнірів;
- пальці кулісних механізмів;
- пальці сферичних шарнірів.

За місцем використання пальці бувають:
- установочні — служать для забезпечення заданої точності базування деталей у металообробних верстатах[1][2][3][4][5][6][7][8];
- поршневі — служать для шарнірного з'єднання поршня з шатуном у поршневих машинах і є віссю, відносно якої шатун здійснює коливальні рухи;
- пальці втулково-пальцевих муфт.